# Ponte Garibaldi
Ponte Garibaldi är en bro över Tibern i Rom. Den invigdes 1888 och är uppkallad efter Giuseppe Garibaldi, en av frontfigurerna för Italiens enande. Bron förbinder Lungotevere de' Cenci med Piazza Giuseppe Gioachino Belli i Trastevere. 
Vid brons fäste i Trastevere finns en minnesplatta åt Giorgiana Masi, en ung italienska som sköts ihjäl i samband med en kvinnodemonstration 1977.

## Bilder

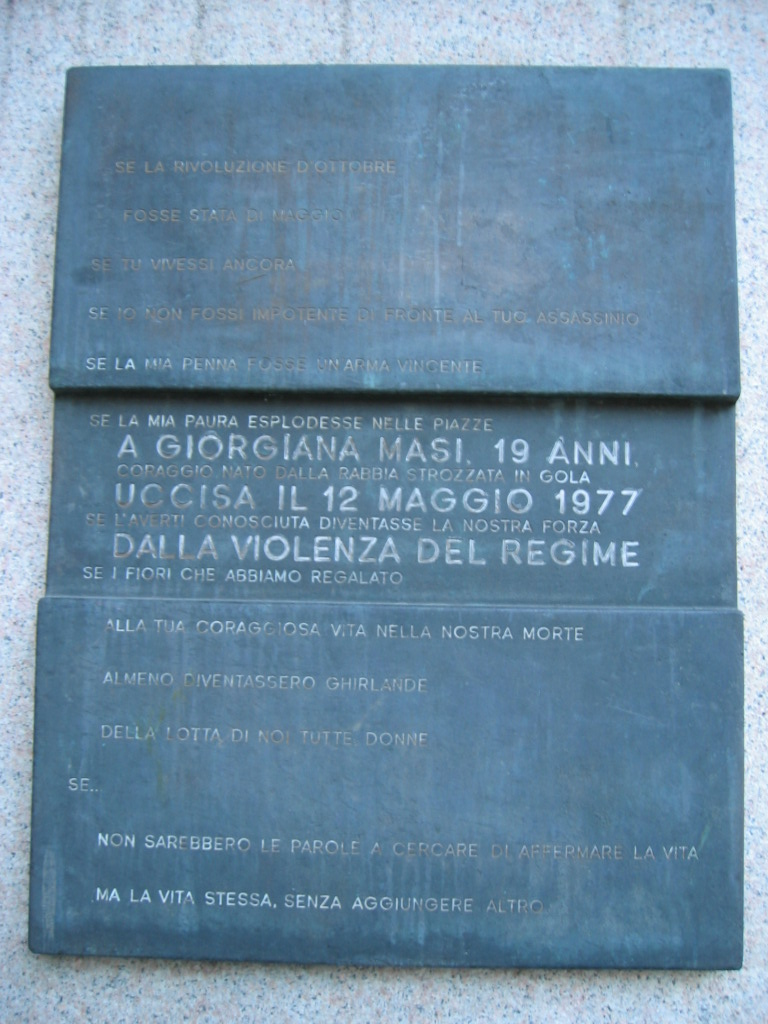
Minnesplatta åt Giorgiana Masi.